# Јурика Мил (Јужна Каролина)
Јурика Мил (енгл. Eureka Mill) насељено је место без административног статуса у америчкој савезној држави Јужна Каролина.

## Демографија
По попису из 2010. године број становника је 1.476, што је 261 (-15,0%) становника мање него 2000. године.
| Група             | 2000.       | 2010.       |
| Белци             | 869 (50,0%) | 620 (42,0%) |
| Афроамериканци    | 843 (48,5%) | 826 (56,0%) |
| Азијати           | 5 (0,3%)    | 6 (0,4%)    |
| Хиспаноамериканци | 7 (0,4%)    | 10 (0,7%)   |
| Укупно            | 1.737       | 1.476       |